# Сіліштень
Сіліштень, Сіліштені (рум. Silișteni) — село у повіті Арджеш в Румунії. Входить до складу комуни Лунка-Корбулуй.
Село розташоване на відстані 109 км на захід від Бухареста, 17 км на південний захід від Пітешть, 88 км на північний схід від Крайови, 122 км на південний захід від Брашова.

## Населення
За даними перепису населення 2002 року у селі проживали 188 осіб, усі — румуни. Усі жителі села рідною мовою назвали румунську.